# 효소왕
효소왕(孝昭王, 687년 음력 2월 ~ 702년 8월 24일(음력 7월 27일), 재위: 692년 8월 20일(음력 7월 3일) ~ 702년 8월 24일(음력 7월 27일))은 통일신라 시대 신라의 제32대 왕이다.
김(金)이고, 이름은 이홍(理洪, 후에 이공(理恭)으로 개명)이다. 신문왕의 아들이고, 어머니는 일길찬 김흠운의 딸 신목왕후이다. 691년(5세) 태자가 되었고, 692년 음력 7월에 (6세) 신문왕이 붕어하여 왕위에 올랐다. 692년부터 702년까지 재위하는 동안 모후인 신목왕후가 섭정하였다.

## 생애
692년(재위 원년), 당의 측천무후로부터,＜신라왕 보국대장군 행좌표도위대장군 계림주도독＞에 책봉됐으며 휘를 피하기 위해 좌-우이방부(理方府, 입법을 관할)를 좌-우의방부(議方府)로 개칭했다. 694년(재위 3년)에 문무왕의 동생인 대각간 김인문(金仁門)이 당에서 66세의 나이로 죽었다. 695년(재위 4년)에 서시전(西市典)과 남시전(南市典)을 설치해 각각 서시(西市)와 남시(南市)를 관할케 했다. 698년(재위 7년) 3월에는 일본으로부터 온 사자를 숭례전에서 접견했다. 699년(재위 8년) 2월에 당에 조공했다. 700년(재위 9년) 5월, 이찬 경영(慶永)의 모반을 진압했으며, 중시 김순원(金順元)이 이에 연루돼 파직당했다.
재위 11년 702년 8월 24일(7월 27일)에 10대의 나이에(16세)사망해, 시호는 효소왕으로 정하고, 망덕사(현 경주시 배반동)의 동쪽에 매장됐다. 그 왕릉은 현재의 경주시 조양동의 사적 184호에 비정되고 있다. 효소왕이 죽자, 당의 측천무후가 죽은 효소왕을 위해 정무를 2일간 맡지 않았다고 한다.

## 전해오는 이야기
통일신라 시대 신문왕 때(682년) 어느날 동해바다에서 감은사 앞으로 섬이 떠내려오면서 두 개로 갈라졌다 합했다 했다. 왕이 그 섬에 올라 용과 만나 이야기를 나눴다. 용은 신문왕에게 흑옥대를 바치고 섬의 대나무로 피리를 만들면 국가의 안녕을 보존할 수 있다고 했다. 왕이 그 말을 따라 만파식적(萬波息笛) 피리를 만들었다.
당시 문무왕릉에서 동북쪽으로 10 km 떨어진 곳에 소용돌이치는 소가 있고 여기 큰 바위섬이 있다가 지금은 가라앉았다고 하는 그곳 감포 앞바다에는 원래 섬이 12개 있었다고 한다. 그 많은 섬들이 지금은 보이지 않고 대왕암이라는 바위만 남아 있다.
신문왕 일행은 기림사 뒤 함월산으로 해서 월성으로 돌아간다. 이때 왕의 수레는 기림사 서편 시냇가에서 잠시 쉬어갔다. 대궐에 있던 태자 이공(후일의 효소왕)이 옥대와 만파식적 보물을 가지고 돌아오는 신문왕을 맞으러 서라벌에서 말을 달려 이곳으로 왔다. 그리고 용의 비늘로 된 옥대의 띠판을 하나 끌러 물에 담갔다. 그랬더니 띠판에 새겨진 용이 살아나 물보라를 일으키며 하늘로 올라갔다.
이후 백성들은 이 이야기를 아름답게 새기고 기림폭포아래 용연을 아꼈다. 통일신라의 전후세대들은 전쟁을 예술의 경지로 변화시켜 칼 대신 만파식적이라는 피리의 이야기를 만들어낸 것이다. 이렇게 역사적으로 보면 태자 이공이 등장하기 이른 때였지만 월성에서 태자같은 누군가 기쁘게 마중나왔을 것은 분명하다. 현재 경주박물관에는 오래된 옥피리가 보존돼 있다.

## 가계
- 조부 : 문무왕(文武王, 626~681 재위: 661~681) - 신라 제 30대 왕
- 조모 : 자의왕후 김씨(慈儀王后 金氏, ? ~ 681)
- 부왕 : 신문왕(神文王, 653?~692, 재위:681~692) - 신라 제 31대 왕
- 모후 : 신목왕후 김씨(神穆王后 金氏) - 일길찬 김흠운(金欽運)의 딸.
  - 국왕 : 효소왕(孝昭王, 687~702 재위: 692~702)
  - 동생 : 성덕왕(聖德王, 691~737 재위: 702~737)
  - 동생 : 김근질(金根質)
  - 동생 : 김사종(金詞宗)

## 같이 보기
- 한국의 역사
- 삼국 시대
- 통일신라
- 발해
  - 고왕 (698년 - 719년)